# Tlálocayotl

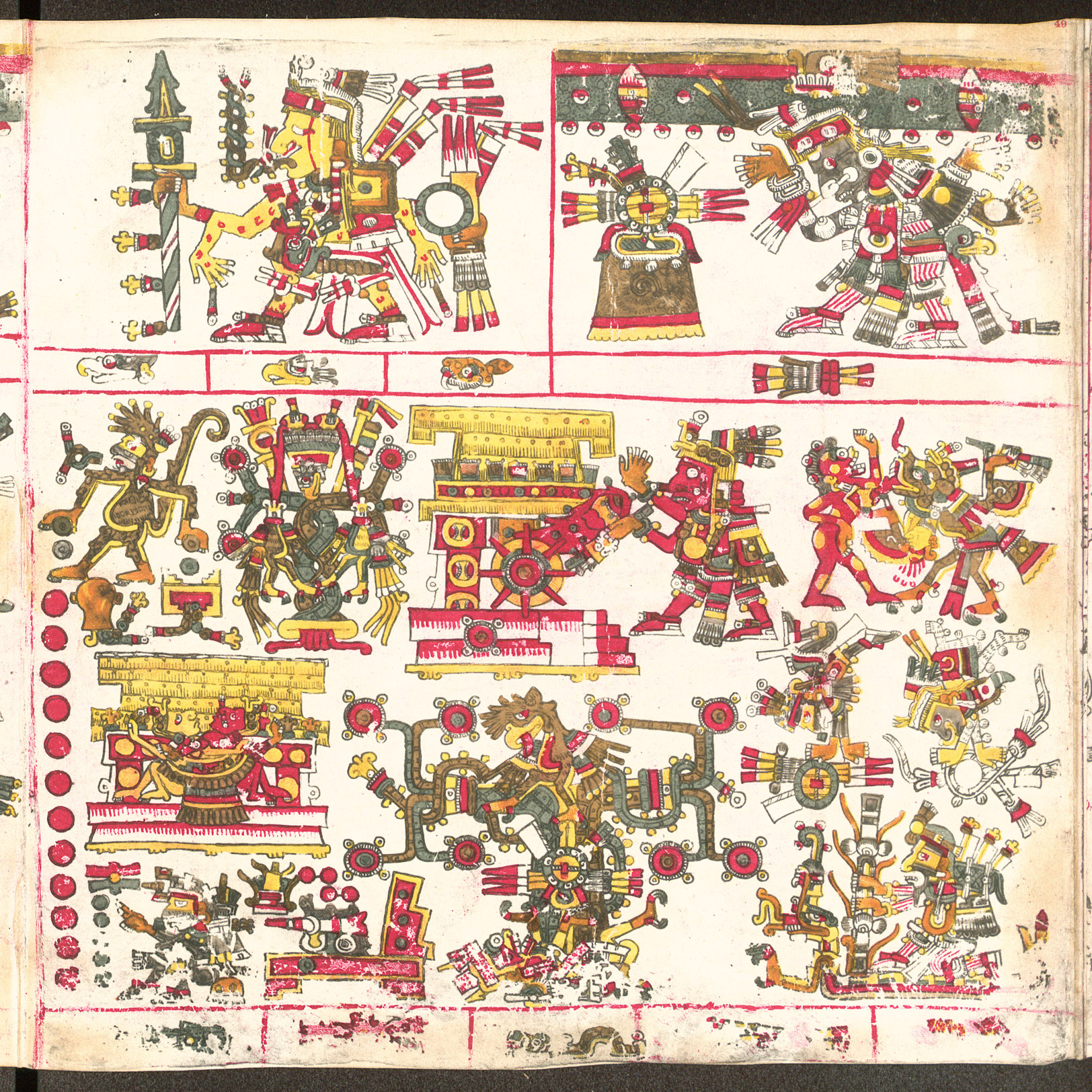
Tlahuiztlampa, el hemisferio del este por el Códice Borgia.

Tlálocayotl (del náhuatl: Tlalokayotl ‘relativo al lugar de Tláloc’‘Tlalokan, lugar de Tláloc; yotl, sufijo abstracto’), en la mitología mexica, es el dios del viento del Este. Es una de las cuatro personificaciones del viento a través de los cuatro puntos cardinales, las personificaciones de los vientos del Sur, del Oeste, del Norte y del Este.
Aunque todos Mictlanpachécatl, Huitztlampaehécatl, Cihuatecayotl, Tlálocayotl, estaban bajo el mando de Ehécatl, el dios del viento y advocación de Quetzalcóatl, estos también estaban bajo el dominio de los regentes de dichas direcciones hemisféricas o cuadrantes Tezcatlipoca (Norte), Xipetótec (Este), Quetzalcóatl (Oeste) y Huitzilopochtli (Sur).